# Antonio Branca
Antonio Branca (Sion, 15 september 1916 - Sierre, 10 mei 1985) was een Zwitsers Formule 1-coureur. Hij reed tussen 1950 en 1951 driemaal een Grand Prix voor het raceteam Maserati.
Branca debuteerde tijdens de GP van Zwitserland in 1950, waar hij als elfde eindigde. De beste uitslag van Branca in de Formule 1 was de tiende plaats in België in 1950.
Naast de Formule 1 was Branca ook actief in de Formula 2. Na zijn carrière in de Formule 1 ging Branca op niveau aan heuvelklim doen.
Branca had twee ongelukkige starts aan de 24 uur van Le Mans. In 1955 was de auto niet op tijd klaar voor de start en in 1956 zorgde een ander defect voor het niet behalen van de finish.